# Mitsuru Kotani
Mitsuru Kotani (* jap. 小谷 充, Kotani Mitsuru; * 18. Juni 1945 in der Präfektur Hyōgo; † 24. November 1990) war ein japanischer Jazzpianist, der sich vor allem als Komponist und Arrangeur in der Pop- und Unterhaltungsmusik betätigte, aber auch Filmmusiken schrieb. 
Mitsuru Kotani arbeitete ab Mitte der 1960er-Jahre in der japanischen Musikszene; ab 1968 arrangierte und komponierte er für das Popduo Jun & Nene, die Folkduos Billy BanBan und Betsy & Chris sowie für die Sänger Akira Fuse, Mie Nakao, Keiko Fuji, Akiko Wada, Teresa Teng und Katsuko Kanai (My True Heart/My Lonely Devil, Columbia). Er lieferte auch Arrangement für das Album Drumming Beat Pops Vol. 2 (1969) von Motohiko Hino. 1976 legte Kotani mit seiner Band Orient Locomotion das Album Nihon no Shirabe (Wagakki to Rock no Yūgō) (日本の調べ ＜和楽器とロックの融合＞, Beloved Japanese Melodies) vor; auf Philips erschien die am Easy Listening orientierte LP Mitsuru Kotani & The Bossa Nova Fleshmen: Bossa Nova de Tokyo. Er schrieb u. a. den Titel „The Ballad of Rainbow and Snow“. Kotani betätigte sich ferner als Filmkomponist für die Fernsehserie Karate baka ichidai (1973/74).